# Kloster Lehnin
Kloster Lehnin (uttalas [ləˈniːn], med långt "i") är en kommun i Tyskland, belägen i Landkreis Potsdam-Mittelmark i förbundslandet Brandenburg.
Kommunen bildades den 1 april 2002 genom en sammanslagning av de tidigare kommunerna Emstal, Göhlsdorf, Grebs, Krahne, Lehnin, Michelsdorf, Nahmitz, Netzen, Prützke, Rädel, Reckahn, Rietz, Damsdorf. Kommunen är uppkallad efter och främst känd för sitt före detta cistercienserkloster, grundat 1180 av markgreven Otto I av Brandenburg i orten Lehnin. Klostret drivs sedan början av 1900-talet som diakonistiftelse.

## Geografi
Centralorten, Lehnin, ligger cirka 60 km väster om Berlin och 20 km sydost om Brandenburg an der Havel. De centrala delarna av kommunen ligger i landskapet Zauche, en högplatå och ett av markgrevskapet Brandenburgs historiska kärnområden. Till kommunen hör även delar av floderna Emsters, Planes och Havels floddalar.

### Administrativ indelning
Kommunen indelas i 14 kommundelar (Ortsteile):
- Damsdorf med Bochower Plan
- Emstal (fram till 1937 kallad Schwina)
- Göhlsdorf med Wohnplatz Ausbau.
- Grebs
- Krahne med Rotscherlinde
- Lehnin med Forsthaus Rädel, Grossheide, Heidehaus, Kaltenhausen och Mittelheide. Huvudorten med det historiska klostret som givit namn åt kommunen.
- Michelsdorf
- Nahmitz med Akazienhof, Doberow och Heidehof
- Netzen med Wohnplatz Am See
- Prützke, by med ca 590 invånare
- Rädel med Gohlitzhof
- Reckahn med Messdunk
- Rietz med Rietzer Berg
- Trechwitz med Trechwitz Siedlung

## Kommunikationer
Lehnin ligger strax utanför Berlins ringled A10.  Motorvägen A2 passerar genom kommunen och har sin östra ände vid anslutning till A10 vid Dreieck Werder i kommunens östra utkant.  A2 leder härifrån västerut mot Hannover och Oberhausen.  Förbundsvägen B 102 passerar genom kommunen i nord-sydlig riktning.
Orten fick 1899 järnvägsanslutning på sidolinjen mellan Lehnin och Gross Kreutz, sedan 1960-talet nedlagd, efter att Lehnins tegelfabrik stängt.

## Kända ortsbor
- Waltraud Kretzschmar (född 1948), östtysk handbollsspelare.
- Friedrich Wilhelm von Loebell (1855-1931), preussisk ämbetsman och konservativ politiker.